# Eva Ailloud
Eva Ailloud (ur. 25 czerwca 1990) – francuska kolarka BMX, trzykrotna medalistka mistrzostw świata.

## Kariera
Pierwszy sukces w karierze Eva Ailloud osiągnęła w 2008 roku, kiedy zdobyła brązowy medal w cruiserze juniorów podczas mistrzostw świata w Taiyuan. Na rozgrywanych rok później mistrzostwach w Adelaide Francuzka była druga wśród seniorek, ulegając jedynie Sarze Walker z Nowej Zelandii. Wynik ten powtórzyła na mistrzostwach świata w Birmingham w 2012 roku, tym razem przegrywając tylko ze swą rodaczką Magalie Pottier. Na tych samych mistrzostwach Ailloud wywalczyła również brązowy medal w jeździe na czas; wyprzedziły ją Caroline Buchanan z Australii oraz Brytyjka Shanaze Reade. Nie brała udziału w igrzyskach olimpijskich.